# 張宏傑
張宏傑（1972年4月—），曾用名张敞，中国人民大学历史学院教授、研究员，主要研究方向为非虚构历史写作、公共史学传播。

## 生平
生於遼寧省建昌縣。1994年東北財經大學經濟學學士毕业后為中國建設銀行職員，后转职渤海大學中國文化與文學研究所；复旦大学历史地理研究中心历史学博士，师从葛剑雄教授；清华大学历史系博士后，合作导师为秦晖教授。现职中国人民大学历史学院教授研究员。
著作二十余部，包括《大明王朝的七张面孔》《饥饿的盛世：乾隆时代的得与失》《中国国民性演变历程》《曾国藩的正面与侧面》《简读中国史》《简读日本史》《楚国兴亡史》《朝贡圈》等，部分作品在韩国及港、澳、台地区出版。曾获全国少数民族文学创作 “骏马奖”、“辽宁文学奖” 等奖项，2006 年获得 “华语文学传媒大奖” 之 “年度散文家奖” 提名。
中国中央电视台《百家讲坛》特邀主讲嘉宾。2013年6月在央视《百家讲坛》主讲《成败论乾隆》系列节目，收视率创年度最高。]2013年，在中國中央電視台的電視節目「百家講壇」發表『成敗論乾隆』系列講座。
大型纪录片《楚国八百年》总撰稿。该纪录片斩获过中国“五个一工程”奖、中国电视“金熊猫”国际纪录片奖。相关图书《楚国八百年》被评为2022年度中国全国文化遗产优秀图书。
2022年，張宏傑的「倒退的帝國：朱元璋的成與敗」再版，但書名中的「倒退的帝國」被出版商更名為「洪武」。

## 作品风格
张宏杰笔触关注的主要是历史、文化和国民性，创作了大量大历史文化散文，出在大陆、港台及韩国等地出版多部散文集，作品包括《大明王朝的七张面孔》《中国国民性演变历程》《曾国藩的正面与侧面》《简读中国史》等，在读书界引起较大反响。
他的写作在一定程度上是典型上的跨文体写作，掺杂了大量小说式、历史报告文学式、甚至心理分析式的写法，他在叙述中表现了一个高超的小说家的技巧，有意识地强调了情节的大开大合。叙述的流畅、情节的开合、语言的力度，所带给人的是小说式的阅读快感。
“写历史人物就像写自己身边的一个极熟悉的朋友，这种笔法本身就是一种能力。或者说，这是一个与众不同的视角。张宏杰的作品之所以呈现出一些特别之处，原因就在这里。”诺贝尔文学奖得者莫言的赞誉揭示了张宏杰文学叙事上的特质，张宏杰的叙述语言有弹性、有密度、有质感，既体现了他的诗意情怀，又以智性而有节制的叙事姿态。“张宏杰以冷静细致的笔法，把人性的复杂、深奥、奇特、匪夷所思、出人意料而又情理之中表达得淋漓尽致，原本熟悉的历史事实在他笔下呈现出完全不同的面貌，新鲜而又迷人。”

## 主要作品
大陆出版
《大明王朝的七张面孔》，文化散文集，2006年1月，广西师范大学出版社。
《中国人的性格历程》，文化随笔集，2008年1月，陕西师范大学出版社。
《曾国藩的正面与侧面》，人物随笔，2011年1月，国际文化出版公司。
《千年悖论——张宏杰读史与论人》，人民文学出版社，2012年。 
《坐天下很累》，文化散文集，2012年，吉林出版集团有限公司。
《饥饿的盛世》，历史传记，2012年，湖南人民出版社。
《中国国民性演变历程》，2013年5月，湖南人民出版社。
《张宏杰讲乾隆成败》，历史传记，2014年8月，民主与建设出版社。
《顽疾：中国历史上的腐败与反腐败》，2015年，人民出版社。 
《给曾国藩算算账：一个清代高官的收与支（湘军暨总督时期）》，2015年，中华书局。 
《给曾国藩算算账：一个清代高官的收与支（京官时期）》，中华书局， 2015年。 
《坐天下》，人民文学出版社，2015年。 
《曾国藩的正面与侧面》 ，中国民主与建设出版社，2013年。 
《中国国民性演变历程》，湖南人民出版社，2013年。 
《饥饿的盛世：乾隆时代的得与失》，湖南人民出版社，2012年。 
《大明王朝的七张面孔》全新修订升级版 ，广东人民出版社，2016年。 
《简读中国史：世界史坐标下的中国》，岳麓书社，2019年。
《简读日本史：独特的日本历史底盘与精神世界》 ，2021年7月，岳麓书社。
《朝贡圈：传统中国的世界秩序》，岳麓书社，2024年。
港台出版
《另一面——历史人物的另类传奇》，文化散文集，2004年5月，台湾知本家文化事业有限公司。
《滚滚韩流》，文化随笔集，2005年1月，台湾知本家文化事业有限公司。
《大明王朝的七张面孔》，文化散文集，2006年5月，台湾联经出版公司。《乾隆皇帝的十张面孔 - 管理与统御的潜规则 》，人物传记，2010年4月，台湾究竟出版社。
海外出版
《滚滚韩流》，文化随笔集，2005年1月，韩国国民大教科书出版公司。
《中国国民性の歴史的変迁 ―専制主义と名誉意识》，《中国国民性演变历程》日文译本，小林一美、多田狷介、土屋纪义、藤谷浩悦翻译 ，2016年3月，集広舎。 （页面存档备份，存于）

## 人物评价
诺贝尔文学奖得主莫言：张宏杰是个观察和记录的高手。他冷静细致的笔法，把人性的复杂、深奥、奇特、匪夷所思、出人意料叉在情理之中，表达得淋漓尽致，原本熟悉的历史事实在他的笔下呈现出完全不同的面貌，新鲜而又迷人。
历史学者吴思：张宏杰不心领神会的话不说，不能真正理解的人和事不写，这是一条可以成大器的路。
作家章诒和：在北京，我从朋友那里读到了张宏杰的历史人物另类传记手稿。作者或许没有西方学者那么明确的既是学术的也是思想的写作意向，但张宏杰那种以正常的声音来叙述历史事件，描画历史人物的写作状态和方法，令我兴奋不已。
主持人张越：我看过的中国历史书大多可分为两类。一是所谓“严肃的”：相当学术化，无个性无情感无生命力。一是所谓“通俗的”：相当野狐禅，特爱讲政治阴谋宫廷秽闻，成全中国人民崇尚“厚黑”的阴暗心理。极少数历史书属于第三类：既有学术研究又有价值观支撑，还有温暖的人性关照和有个性的表达，张宏杰的书属于这一类。从《大明王朝的七张面孔》到《坐天下很累》，于我们有趣，有益，有关。
作家当年明月：：“我最早读的张宏杰的作品，是他2003年出的那本《另一面》。那本书让我觉得震惊。和那些传统的历史书籍截然不同，在这本书中，除了史实之外，吸引我读得欲罢不能的是人物以及人性。……历史是有人性的，也是可以为人所理解的，这一切，我在张宏杰的笔下看到了。”
导演姜文：他是个有意思的人，也是个有本事的人。编剧史航：他的书恳切精专，不是跟风之作。作家马伯庸：他的作品既真实不虚，又突出人物心路，非反复穿模咀嚼不能为之。

## 作品争议
张宏杰的作品被认为各本著作中经常有较多的重复章节，同一份文本反复被植入新书籍，或者将书籍更名包装为新书，导致读者重复购买。

## 著作
- 《另一面——歴史人物的另類傳奇》，2004年5月，臺灣知本家文化事業有限公司。
- 《滾滾韓流》，2005年1月，臺灣知本家文化事業有限公司。
- 《大明王朝的七張面孔》，2006年1月，廣西師範大学出版社。
- 《中国人的性格歴程》，2008年1月，陝西师范大学出版社。
- 《乾隆皇帝的十张面孔 - 管理與統御的潛規則》，2010年4月，臺灣究竟出版社。
- 《曾国藩的正面與側面》，2011年1月，国際文化出版公司。
- 《飢餓的盛世》，2012年8月，湖南人民出版社。
- 《坐天下很累》，2012年10月，吉林出版集団有限公司。
- 《中國國民性演變歴程》，2013年5月1日，湖南人民出版社。
- 《張宏傑講乾隆成敗》，2014年8月，民主與建設出版社。
- 《世界史座標下的中國》，2020年3月，日出出版社。